# Ambia leucocymalis
Ambia leucocymalis là một loài bướm đêm trong họ Crambidae.